# Jason Tunks
Jason Tunks (* 7. Mai 1975 in London) ist ein ehemaliger kanadischer Diskuswerfer, der zu Beginn seiner Karriere auch im Kugelstoßen antrat. Auch seine Ehefrau Lieja Tunks war für die Niederlande und Kanada als Leichtathletin aktiv.

## Sportliche Laufbahn
Beim Diskuswurf der Olympischen Spiele 1996 in Atlanta schied er in der Qualifikation aus.
Ebenfalls im Diskuswurf wurde er 1997 Neunter bei den Weltmeisterschaften in Athen und gewann Bronze bei den Commonwealth Games in Kuala Lumpur. Bei den Panamerikanischen Spielen in Winnipeg holte er Bronze im Diskuswurf und wurde Fünfter im Kugelstoßen. Beim Diskuswurf der Weltmeisterschaften in Sevilla scheiterte in der Vorrunde.
Sich nun auf den Diskus konzentrierend wurde er bei den Olympischen Spielen 2000 in Sydney Sechster.
2001 siegte er bei den Spielen der Frankophonie und wurde Neunter bei den Weltmeisterschaften in Edmonton. Im Jahr darauf gewann er Silber bei den Commonwealth Games 2002 in Manchester und wurde Fünfter beim Weltcup in Madrid. 2003 siegte er bei den Panamerikanischen Spielen in Santo Domingo und wurde Elfter bei den Weltmeisterschaften in Paris/Saint-Denis.
Bei den Olympischen Spielen 2004 in Athen kam er nicht über die erste Runde hinaus.
2005 wurde er Achter bei den Weltmeisterschaften in Helsinki. 2006 holte er Silber bei den Commonwealth Games in Melbourne und wurde Neunter beim Weltcup in Athen.

## Persönliche Bestleistungen
- Kugelstoßen: 19,06 m, 5. April 1997, Austin
  - Halle: 18,97 m, 24. Februar 2001, Blacksburg
- Diskuswurf: 67,88 m, 14. Mai 1998, Abilene (kanadischer Rekord)